# Gare de Karis
La gare de Karis (suédois : Karis järnvägsstation) ou gare de Karjaa  (finnois : Karjaan rautatieasema) est une gare ferroviaire finlandaise située à Karis dans la commune de Raseborg.

## Histoire
En 2008, la gare a accueilli  343 000 voyageurs.